# Bauera capitata
Bauera capitata är en tvåhjärtbladig växtart som beskrevs av Nicolas Charles Seringe. Bauera capitata ingår i släktet Bauera och familjen Cunoniaceae. Inga underarter finns listade i Catalogue of Life.